# Piana di Licata
La piana di Licata (in siciliano Chiana di Licata) è una pianura costituita dal fiume Imera meridionale (o Salso) e ricadente nei territori di Licata, Campobello di Licata, Ravanusa, Riesi, Sommatino e Butera in Sicilia. È conosciuta anche coi nomi di Piano Romano, Piano Cannelle, Piano Bugiada o Bujades. È attraversata dal fiume Salso che dopo 132 chilometri sfocia nel mar Mediterraneo attraversando la città di Licata.
Rappresenta una delle zone fertili della Sicilia centro-meridionale e presenta numerose serre, il cui sviluppo è stato incentivato dalle favorevoli condizioni climatiche. Ciononostante, la zona costituisce un'area a rischio desertificazione a causa dell'uso di acque ad alta salinità del fiume Salso per sopperire alla bassa disponibilità di acqua nella stagione estiva

## Geologia
La stratigrafia della Piana di Licata, della superficie di oltre 7 mila ettari, rappresenta circa il 40% del territorio del Comune, ed è rappresentata dalla presenza dell'unità Litostratigrafica Formazione Geologica chiamata "Formazione Licata" (Leo Ogniben, 1954) che raggiunge in sottosuolo secondo la letteratura geologica la potenza di 400 metri. 
La Piana di Licata è un corpo idrico sotterraneo secondo il D.Lgs. 30/2009 ed è uno dei 19 bacino idrogeologici della Sicilia. Secondo un inquadramento geologico strutturale, La Piana di Licata ricade nel Bacino di Caltanissetta, tuttavia per la sua geomorfologia e per la sua litologia alluvionale è stata considerata come bacino idrogeologico indipendente. L'acquifero superficiale è utilizzato per uso agricolo. 
. Studi dal titolo Caratterizzazione geochimica dell'acquifero alluvionale della Piana di Licata sono stati effettuati da Dimitra Rapti-Caputo, dell'Università di Ferrara